# Jankowice (powiat Chrzanowski)
Jankowice is een plaats in het Poolse district Chrzanowski, woiwodschap Klein-Polen. De plaats maakt deel uit van de gemeente Babice en telt 742 inwoners.